# Luna (Beni)
Luna è un brano musicale della cantante giapponese j-pop Beni Arashiro, pubblicato come secondo singolo estratto dall'album Gem il 28 febbraio 2007. Il singolo è arrivato sino alla settantasettesima posizione della classifica Oricon dei singoli più venduti in Giappone. Il brano è stato usato come tema musicale del dorama Warui Yatsura.

## Tracce
CD Singolo AVCD-31163
1. Luna
2. No pain, No gain
3. Diggin' on you
4. Luna (Instrumental)
5. No pain, No gain (Instrumental)

Durata totale: 22:54

## Classifiche
| Classifica (2007) | Posizione più alta |
| ----------------- | ------------------ |
| Giappone (Oricon) | 77                 |